# Mazagran (Algeria)
Mazagran è un comune dell'Algeria, situato nella provincia di Mostaganem.